# Стефан Бочаров
Стефан Христов Бочаров е български лекар. Участник в Руско-турската война (1877 – 1878). Български офицер, генерал-майор. Основоположник на хигиенната наука в българската военна медицина.

## Биография
Стефан Бочаров е роден на 1 април 1852 г. в село Бейковци. Завършва Априловското класно училище в Габрово. Следва в Императорската медикохирургическата академия в Санкт Петербург (1872 – 1878). Прекъсва образованието си и участва в Сръбско-турската война (1876). Фелдшер в санитарния отряд на доктор Димитър Моллов към Сръбската армия. Участва в Руско-турската война (1877 – 1878). Работи към санитарния отряд на руския Червен кръст. Фелдшер и преводач в 4-та рота на 10-а дружина на Българското опълчение. През 1878 г. е фелдшер в Руската болница в Габрово.
След войната завършва медицинското си образование през 1878 г. Работи като военен лекар в 1-ви Артилерийски полк, 1-ва дружина и хигиенист в София, Окръжен лекар в Габрово. Главен лекар на Българската войска (1897 – 1907). През 1910 г. е повишен във военно звание генерал-майор. Заместник-началник на Военносанитарната част към Министерство на войната (1912 – 1913). Служи и като началник на Военносанитарната инспекция. Член на Върховното управление на Българския червен кръст (1907 – 1909).
Генерал-майор Стефан Бочаров умира на 14 януари 1937 г. в София.

## Военни звания
- Подполковник (4 март 1893)
- Полковник (14 февруари 1900)
- Генерал-майор (1910)

## Награди
- Сръбски медал „За храброст“